# Majowie

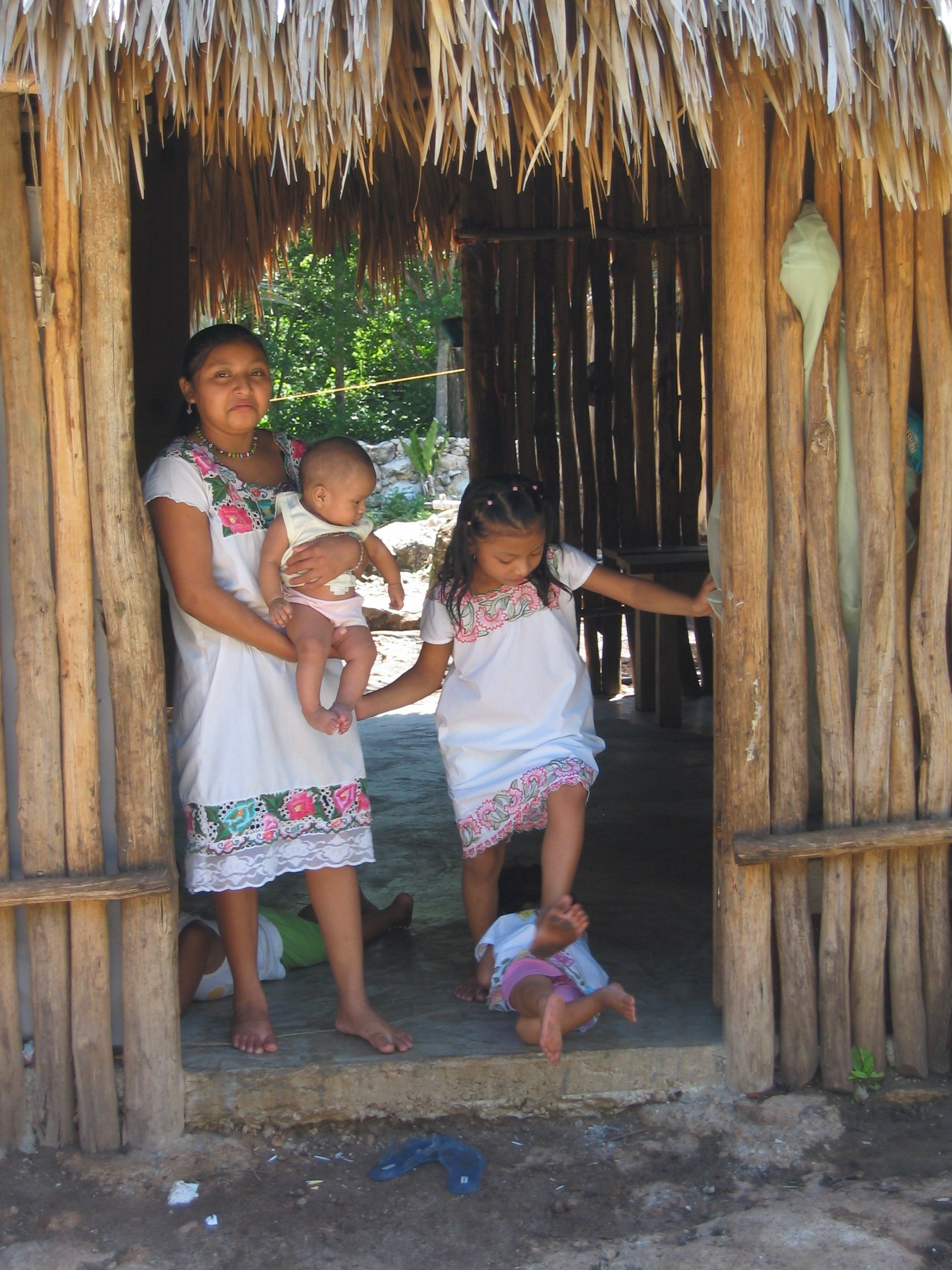
Współcześni Majowie

Majowie – grupa ludów indiańskich mówiących językami z rodziny maja, zamieszkujących południowo-wschodni Meksyk (półwysep Jukatan i stan Chiapas), Gwatemalę, Belize i zach. Honduras.

## Historia
Majowie byli twórcami wysoko rozwiniętej cywilizacji, której początki sięgają okresu preklasycznego późnego (400 p.n.e.–250 n.e.), według chronologii przyjętej dla kultur Mezoameryki. 
- Okres wczesnoklasyczny (250–400 n.e.) charakteryzowało powstawanie miast (m.in. Tikal oraz Uaxactún) spełniających funkcje sakralno-administracyjne, z monumentalnymi zespołami architektonicznymi.
- W okresie średnioklasycznym (400–700) wystąpiły lokalne kryzysy polityczne, w konsekwencji których w okresie późnoklasycznym (700–900) rozwinęły się style regionalne w architekturze i sztuce, a cywilizacja Majów osiągnęła swe apogeum. Pod koniec tego okresu w rejonie centrum doszło do załamania rozwoju cywilizacyjnego i opustoszenia miast.
- W okresie poklasycznym wczesnym (900–1200) pn. część Jukatanu znalazła się pod silnym wpływem kultury Tolteków ze środkowego Meksyku; najważniejszym miastem regionu pn. stało się Chichén Itzá; ok. 1200 utraciło ono supremację na rzecz Mayapán.
- Okres poklasyczny średni (1200–1450), trwający do upadku Mayapán, był okresem dekadencji i tarć politycznych między zwaśnionymi rodami arystokracji, władającymi licznymi, stosunkowo niewielkimi państwami.
- Okres poklasyczny późny zakończył się wraz z podbojem hiszpańskim w XVI w., ale ostatnie niepodległe miasto-państwo Majów – Tayasal na jeziorze Petén Itzá w Gwatemali – zostało zdobyte dopiero w 1697 r.

## Dziedzictwo cywilizacji Majów
Główne osiągnięcia cywilizacji Majów w dziedzinie architektury stanowiły monumentalne zespoły przestrzenne, złożone ze świątyń na wysokich piramidach schodkowych, pałaców, tarasów, dziedzińców i kamiennych boisk do gry w piłkę oraz zastosowanie w budownictwie tzw. fałszywego sklepienia; 
W dziedzinie sztuki – ozdoby ze stiuku, malowidła ścienne, rzeźby i płaskorzeźby z kamienia, drewna i kości, polichromowana ceramika oraz wyroby złotnicze. Majowie rozwinęli pismo hieroglificzne i dwudziestkowy system liczbowy, prowadzili obserwacje astronomiczne i posługiwali się precyzyjnymi systemami rachuby czasu. 
Po hiszpańskim podboju nastąpił całkowity upadek cywilizacji Majów; w okresie kolonialnym, a także po zdobyciu niepodległości przez Meksyk i inne kraje na pocz. XIX w., Majowie podejmowali wiele lokalnych zbrojnych prób odzyskania samodzielności politycznej (m.in. przez kilkadziesiąt lat, do przeł. XIX i XX w., utrzymywali kontrolę nad częścią terytorium Quintana Roo na Jukatanie).

## Współcześni Majowie
Obecnie Majowie, w szerokim znaczeniu tej nazwy, stanowią w krajach zamieszkania przede wszystkim ludność wiejską, zajmującą się rolnictwem, hodowlą i rzemiosłem, które – zwł. tkactwo i garncarstwo – jest ważną częścią lokalnych przemysłów turystycznych; mówią ponad 20 językami i dialektami, większość posługuje się też językiem hiszpańskim; ich liczbę szacuje się na ok. 6 mln; w dużej mierze zachowali własną specyficzną kulturę. 

### Majańskie grupy etniczne

#### Meksyk
- Ch'ol (Chiapas)
- Chontal (Tabasco)
- Lakandonowie (Chiapas)
- Majowie jukatańscy (półwysep Jukatan)
- Tseltalowie (Chiapas)
- Tsotsilowie (Chiapas)
- Tojolabal (Chiapas)

#### Gwatemala
- Achi
- Akatek
- Chʼortiʼ
- Czuhowie
- Ixil
- Jakaltekowie
- Kaqchikel
- Kekchi
- Kicze
- Mam
- Poqomam
- Poqomchiʼ
- Qʼanjobʼa
- Tzʼutujil
- Uspantek

#### Belize
- Kekchi
- Mopan
- Majowie jukatańscy